# Дайчо-Мару
Дайчо-Мару (Daicho Maru) — транспортне судно, яке під час Другої світової війни брало участь у операціях японських збройних сил на Тихому океані.
Судно спорудили в 1942 році на верфі Horai Zosen Tekko в Осаці для компанії Daicho Kisen.
В листопаді 1943-го судно реквізували для потреб Імперського флоту Японії.
Протягом 1944 року судно працювало у Південно-Західній Азії, де, зокрема, відвідало (деякі не по одному разу) Сабанг (північне завершення Суматри), Батавію (наразі Джакарта), Паданг (південне узбережжя Суматри), Амбон (південна частина Молуккського архіпелагу), Соронг (північно-західне завершення новогвінейського півострова Чендравасіх), Макассар (південно-західний півострів острова Сулавесі), Сінгапур, Пенанг (західне узбережжя півострова Малакка), Кар-Нікобар (Нікобарські острови).
27 грудня 1944-го «Дайчо-Мару» провадило вантажні операції у Батавії, де й загинуло унаслідок вибуху амуніції.